# Altvioolconcert (Penderecki)
Krzysztof Penderecki componeerde zijn tot nu toe enige altvioolconcert in 1983, vlak na de voltooiing van zijn tweede celloconcert.

## Geschiedenis
Het altvioolconcert is geschreven in opdracht van de Venezolaanse regering, ter nagedachtenis aan de tweehonderdste geboortedag van Simon Bolivar (geboren 24 juli 1783). De première vond dan ook plaats in Caracas; het Maracaibo Symfonie Orkest, nu eens niet onder leiding van de componist zelf, maar onder leiding van Dragastinov met solist Juan Vasquez. Alhoewel Zuid-Amerika de plaats van handeling van opdracht en première was, klinkt de symfonie in het geheel niet als muziek van dat continent.

## Compositie
Penderecki is gedurende de jaren zeventig en begin jaren tachtig bezig zijn compositiestijl aan te passen. Het experiment maakt steeds meer plaats voor traditionele klassieke muziek uit de 20e eeuw. Dit werk is daar een goed voorbeeld van. Het werk bestaat uit één deel en valt ook niet in secties onder te verdelen. Wel wisselen tempi elkaar af (Lento-vivace-meno mosso-vivo-tempo I-vivo-tempo 1). De solist begint met een lange melodielijn die geschreven is in de romantische stijl, maar aangezien een vaste toonsoort bij deze componist ontbreekt, merk je direct dat het concert niet aan alle eisen van een klassiek concert voldoet. De componist is weleens verweten/gecomplimenteerd met het feit dat zijn muziek soms aansluit bij die van Dmitri Sjostakovitsj. Dat slaat zeker op dit concert. Maak een combinatie van diens 15e symfonie en zijn sonate voor altviool en je komt dicht in de buurt van dit concert. De enige zaken die ontbreken zijn het pathos van de Rus, die daar weleens te veel mee strooit en een vaste toonsoort. Voor het overige; een somber klinkende solist; een “lege orkestratie” met een volledig symfonieorkest, een uitbarsting aan het eind van een melodielijn met tamtam, een cadenza, spottende begeleiding door met name koperblazers (gelijk aan de trompet in het 1e pianoconcert van Sjostakovitsj en het meest opvallende: het wegstervend eind).

## Transcripties
Penderecki schreef aan de hand van dit altvioolconcert een aantal transcripties:
- 1985: versie voor altviool en kamerorkest
- 1989: versie voor cello en orkest
- 1995; versie voor klarinet en orkest